# Powrót do Klondike
Powrót do Klondike (ang. Back to the Klondike) – disneyowski komiks Carla Barksa. 
Historia po raz pierwszy pojawiła się w 1953 r. na łamach amerykańskiego czasopisma Four Color. Po raz pierwszy wydano ją w Polsce w lutym 2012 r.

## Fabuła
Sknerus cierpi na zaniki pamięci, więc Donald zabiera go do lekarza. Po zażyciu lekarstw McKwacz zaczyna przypominać sobie zdarzenia ze swojej przeszłości jako poszukiwacza złota. Decyduje się wyruszyć z Donaldem i jego siostrzeńcami w podróż do Klondike, by odnaleźć zakopane tam przez siebie złoto. Zabiera także ze sobą lekarstwo na pamięć, choć nie zawsze regularnie je zażywa. 
W drodze na miejsce Sknerus opowiada krewnym o tym, jak w trakcie gorączki złota w Klondike poznał Złotkę, śpiewaczkę z miejscowej tancbudy. Usiłowała obrabować Sknerusa, który odpłacił jej, porywając ją na swoją działkę i zmuszając do odpracowania wyrządzonych Sknerusowi szkód. 
Po przybyciu do Klondike okazuje się, że działka zawierająca złoto Sknerusa jest zajęta przez tajemniczą postać, zażarcie broniącą swojej własności. Kaczory usiłują pokonać jej pułapki, ale udaje się to dopiero Hyziowi, Dyziowi i Zyziowi, którzy odkrywają, że na połaci ziemi osiedliła się Złotka. 
Wkrótce dochodzi do pierwszego po wielu latach spotkania Złotki i Sknerusa. Ten ostatni początkowo domaga się od kaczki spłaty sporego długu, ale przekonawszy się o biedzie, w jakiej żyje, decyduje się rzucić jej wyzwanie. Jeśli w określonym czasie Złotka znajdzie więcej złota od Sknerusa, jej dług zostanie anulowany. McKwacz zostaje zwyciężony, gdy Złotka odnajduje złoto, o którego istnieniu przypomniał sobie Sknerus; kaczor wyrzuca sobie, że gdyby zażył lekarstwo na pamięć, nie doszłoby do tej sytuacji. 
W drodze powrotnej Donald ujawnia siostrzeńcom, że Sknerus regularnie zażywał środek na pamięć, co oznacza, że pozwolił Złotce wygrać i okazał się mieć serce. 

## O komiksie
Powrót do Klondike jest miejscem debiutu postaci Złotki, będącej obiektem uczuć Sknerusa i chętnie wykorzystywanej przez innych autorów komiksów, w tym Dona Rosę. 
Historia jest także pierwszym komiksem Barksa, w którym Sknerus nie jest przedstawiony jako dusigrosz, ale także jako osoba posiadająca ludzkie odruchy. 

## Adaptacje
Komiks stał się podstawą dla odcinka 33 pierwszej serii serialu animowanego Kacze opowieści. 